# Charlie Day
Charles Peckham Day (New York, 1976. február 9. –) amerikai televíziós és filmszínész.

## Fiatalkora és családja
New York városában született a zongoratanárnő Mary és a newporti Salve Regina Egyetem angol-zene szakának professzora, Thomas C. Day fiaként. Gyermekkorát a Rhode Island-i Middletownban töltötte. Portsmouthban érettségizett, majd Massachusettsben végezte a főiskolát, ahol baseballjátékos volt.

## Pályafutása
Pályafutását televíziós sorozatokban kezdte. Szerepelt a Harmadik műszak több epizódjában. A Felhőtlen Philadelphia című szitkomban főszereplő, producer és író is volt.
Első jelentősebb mellékszerepét a Hétmérföldes szerelem című, 2010-es vígjátékban kapta, ahol Justin Long és Drew Barrymore játszotta a főszerepet.
A Förtelmes főnökök című komédiában Jennifer Aniston, Colin Farrell, Kevin Spacey, Jason Sudiekis, Jason Bateman és Jamie Foxx partnere.

## Magánélete
2006 márciusában feleségül vette a Felhőtlen Philadelphia sorozatban szereplő partnernőjét, Mary Elizabeth Ellist, akivel még korábban, az Esküdt ellenségek forgatásán ismerkedtek meg. Első közös gyermekük 2011 decemberében született meg.
Lelkes zenerajongó, már gyermekkorában megtanult zongorázni. A Felhőtlen Philadelphia című sorozatba néhány általa írt dal is bekerült.

## Filmográfia

### Film
| Év   | Magyar cím                       | Eredeti cím                       | Szerep                 | Magyar hang   |
| ---- | -------------------------------- | --------------------------------- | ---------------------- | ------------- |
| 2001 |                                  | Late Summer (rövidfilm)           | Trevor                 |               |
| 2001 |                                  | Campfire Stories                  | Joe Boner              |               |
| 2002 | Rossz társaság                   | Bad Company                       | drogos (cameo)         |               |
| 2005 | A szomszéd nője                  | Love Thy Neighbor                 | videó eladó            |               |
| 2008 |                                  | A Quiet Little Marriage           | Adam                   |               |
| 2010 | Hétmérföldes szerelem            | Going the Distance                | Dan                    | Rajkai Zoltán |
| 2011 | Förtelmes főnökök                | Horrible Bosses                   | Dale Arbus             | Rajkai Zoltán |
| 2013 | Szörny Egyetem                   | Monsters University               | Ábránd (hangja)        |               |
| 2013 | Tűzgyűrű                         | Pacific Rim                       | Dr. Newton Geiszler    | Rajkai Zoltán |
| 2014 |                                  | Party Central (rövidfilm)         | Ábránd (hangja)        |               |
| 2014 | A Lego-kaland                    | The Lego Movie                    | Benny (hangja)         | Kovács Lehel  |
| 2014 | Förtelmes főnökök 2.             | Horrible Bosses 2                 | Dale Arbus             | Rajkai Zoltán |
| 2015 | Vakáció                          | Vacation                          | Chad                   | Kovács Lehel  |
| 2016 | Szeretteink körében              | The Hollars                       | Jason                  | Csőre Gábor   |
| 2017 | Pofoncsata                       | Fist Fight                        | Andrew "Andy" Campbell | Rajkai Zoltán |
| 2017 |                                  | I Love You, Daddy                 | Ralph                  |               |
| 2018 | Tűzgyűrű: Lázadás                | Pacific Rim: Uprising             | Dr. Newton Geiszler    | Rajkai Zoltán |
| 2018 | Hotel Artemis – A bűn szállodája | Hotel Artemis                     | Acapulco               | Kovács Lehel  |
| 2019 | A Lego-kaland 2.                 | The Lego Movie 2: The Second Part | Benny (hangja)         | Kovács Lehel  |
| 2021 | Mielőtt mindennek vége           | How It Ends                       | Lonny                  | Kovács Lehel  |
| 2022 | Jöjj vissza hozzám!              | I Want You Back                   | Peter                  |               |
| 2023 | Super Mario Bros.: A film        | Super Mario Bros. Movie           | Luigi (hangja)         | Jakab Márk    |
| 2023 | Bolondok paradicsoma             | Fool's Paradise                   | Latte Pronto           | Rajkai Zoltán |
| TBA  |                                  | Pacific Rim 3                     | Dr. Newton Geiszler    |               |

### Televízió
| Év        | Magyar cím                               | Eredeti cím                       | Szerep                              | Megjegyzések                                                             |
| --------- | ---------------------------------------- | --------------------------------- | ----------------------------------- | ------------------------------------------------------------------------ |
| 2000      |                                          | Mary and Rhoda                    | postás gyerek                       | tévéfilm                                                                 |
| 2000      |                                          | Madigan Men                       | eladó                               | 1 epizód                                                                 |
| 2001      | Esküdt ellenségek: Különleges ügyosztály | Law & Order                       | Jeremy                              | 1 epizód                                                                 |
| 2001–2004 | Harmadik műszak                          | Third Watch                       | Michael Boscorelli                  | 5 epizód                                                                 |
| 2003      |                                          | Luis                              | Richie                              | 10 epizód                                                                |
| 2004      | Reno 911! – Zsaruk bevetésen             | Reno 911!                         | Inbred Twin                         | 1 epizód                                                                 |
| 2005–     | Felhőtlen Philadelphia                   | It's Always Sunny in Philadelphia | Charles "Charlie" Kelly             | - főszereplő - vezető producer és író - magyar hangja: - Pálmai Szabolcs |
| 2011–2012 | Saturday Night Live                      | Saturday Night Live               | önmaga (házigazda)                  | 1 epizód (Charlie Day / Maroon 5)                                        |
| 2011–2012 | Saturday Night Live                      | Saturday Night Live               | Fenton Worthington Carrey képviselő | 1 epizód (Jamie Foxx / Ne-Yo)                                            |
| 2012      |                                          | Unsupervised                      | Jesse Judge (hangja)                | 1 epizód                                                                 |
| 2012      | Amerikai fater                           | American Dad!                     | Meth Head (hangja)                  | 1 epizód                                                                 |
| 2014      | Tömény történelem                        | Drunk History                     | Allan Pinkerton                     | 1 epizód                                                                 |
| 2018–2019 |                                          | The Cool Kids                     | Chet                                | - 1 epizód - társalkotó, író és vezető producer                          |
| 2020–     |                                          | Mythic Quest                      | nem szerepel                        | társalkotó és vezető producer                                            |
| 2023      |                                          | Bupkis                            | Glen Rossi                          | 1 epizód                                                                 |

### Videójátékok
| Év   | Cím             | Szinkronszerep |
| ---- | --------------- | -------------- |
| 2013 | Disney Infinity | Ábránd         |
| 2015 | Lego Dimensions | Benny          |